# Mangled Demos from 1983
Mangled Demos from 1983 è un album dei Melvins, pubblicato nel 2005 dalla Ipecac Recordings. L'album raccoglie una parte delle prime registrazioni della band, fatte nel 1983. Nessuno dei pezzi contenuti nell'album, fatta eccezione per "Set me straight" pubblicata in Houdini, era stato mai pubblicato ufficialmente, solo alcuni erano comparsi su bootleg non ufficiali. L'album è anche l'unico in cui compare la formazione originaria (Osborne, Lukin, Dillard). Le tracce 3-13 vennero registrate a Mud Bay, un sobborgo di Olympia, Washington, per la possibile realizzazione di un album. L'album non venne però realizzato, perché la band non trovò nessuna casa discografica interessata a pubblicarlo.

## Formazione
- Buzz Osborne - voce, chitarra
- Matt Lukin - basso
- Mike Dillard - batteria

## Tracce
1. Elks Lodge Christmas Broadcast – 3:52
2. If You Get Bored (live) – 2:22
3. Forgotten Principles – 1:07
4. Snake Appeal – 1:59
5. Untitled (Fiore) – 1:08
6. If You Get Bored – 1:33
7. Set Me Straight – 2:31
8. Untitled (Stella comunista) – 1:02
9. I'm Dry – 1:35
10. Forgotten Principles – 1:19
11. I Don't Know – 1:35
12. Matt-Alec – 3:00
13. The Real You – 1:27
14. Run Around – 1:44
15. Keep Away From Me – 1:22
16. Untitled (Clover) – 1:00
17. Bibulous Confabulation During Rehearsal – 4:58
18. Untitled (Croce di ferro) – 1:21
19. Untitled (Matita) – 1:10
20. Matt-Alec – 3:14
21. Walter – 3:21
22. Untitled (Forbici rotte) – 0:24
23. Untitled (Aeroplano) – 0:22

- Alcuni titoli delle canzoni sono andati perduti, vengono quindi indicati con dei simboli.